# Giải bóng đá vô địch quốc gia Quần đảo Cook 1980
Giải bóng đá vô địch quốc gia Quần đảo Cook 1980 là mùa giải thứ 11 được ghi nhận của giải đấu bóng đá cao nhất ở Quần đảo Cook, với việc không rõ kết quả ở các mùa giải từ 1951 đến 1969. Avatiu giành chức vô địch đầu tiên được ghi nhận, là lần đầu tiên một đội khác không phải là Titikaveka được ghi nhận là giành chức vô địch.